# Ec Chajim (Jeruzalém)

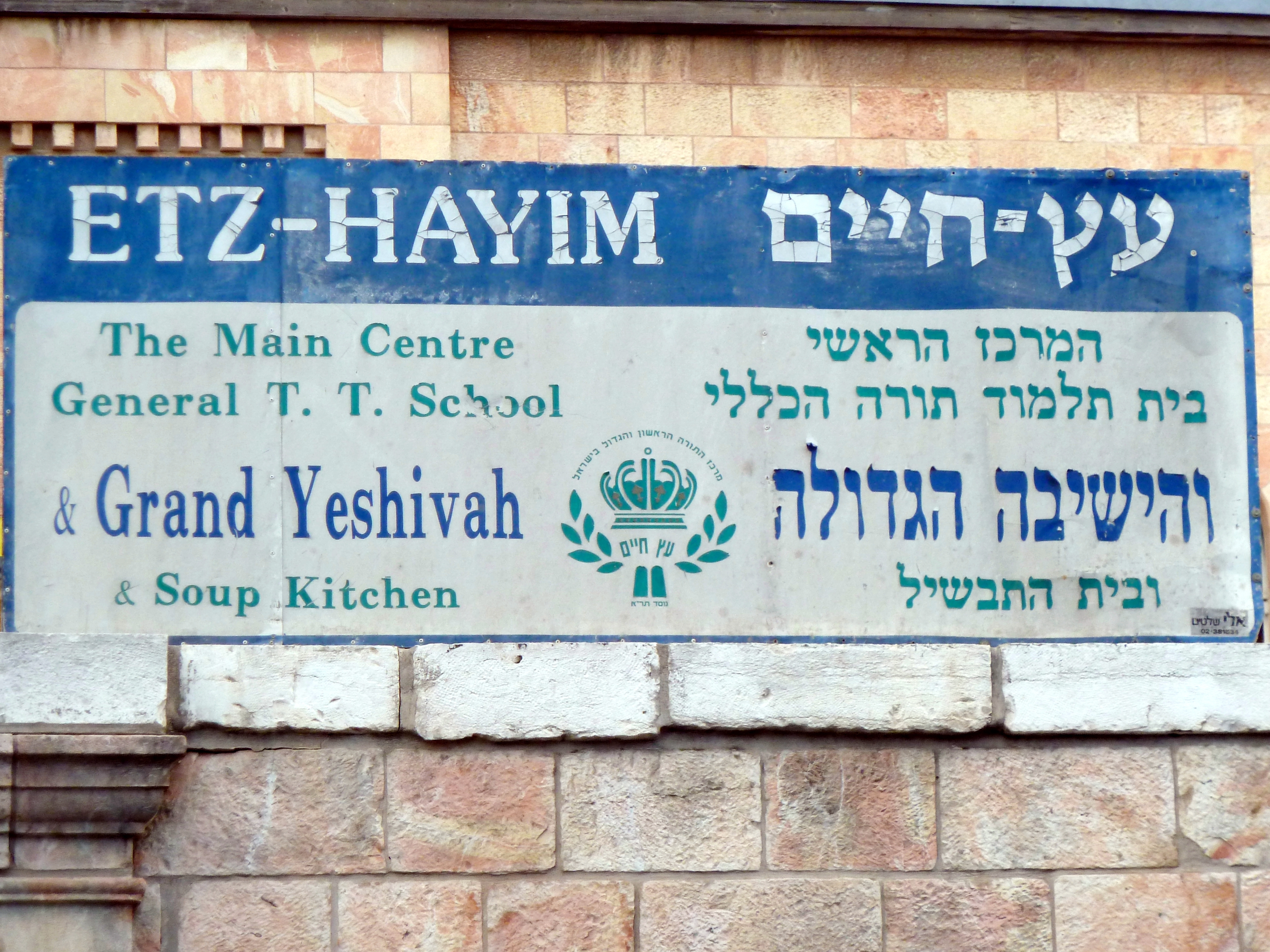
Ješiva.

Ec Chajim (hebrejsky: עץ חיים, doslova Strom života) je městská čtvrť v západní části Jeruzaléma v Izraeli.

## Geografie
Leží v nadmořské výšce přes 800 metrů cca 3 kilometry severozápadně od Starého Města, na západním okraji centrální části Západního Jeruzaléma (Lev ha-Ir). Na severu hraničí se čtvrtí Romema, na západě s Giv'at Ša'ul a na jihu s vládní čtvrtí Kirjat ha-Memšala . Rozkládá se na křižovatce významných dopravních tepen celoměstského významu jako jsou třídy Derech Jafo a Sderot Šazar nebo západního dálničního obchvatu města Sderot Manachem Begin. Od roku 2011 je tudy také vedena tramvajová trať. Populace čtvrti je židovská.

## Dějiny
Vznikla v roce 1928 jako jedno z mnoha tehdy vznikajících židovských předměstí Jeruzaléma. Obyvateli byli aškenázští Židé. Později se ráz čtvrti zcela proměnil kvůli masové výstavbě a budování dopravních tepen v této lokalitě.